# Cifre arabe

Cele zece cifre arabe

Cifrele arabe (alte denumiri cifrele indiene sau cifrele arabo-indiene) sunt cele zece cifre cele mai folosite în lume (0, 1, 2, 3, 4, 5, 6, 7, 8, 9) care provin din cultura indiană și preluate de arabi, de la care s-au răspândit în Evul Mediu în toată Europa și apoi în lumea întreagă prin intermediul colonialismului.
Arabii foloseau următoarele caractere: ٠.١.٢.٣.٤.٥.٦.٧.٨.٩ , iar  matematicienii indieni utilizau ०.१.२.३.४.५.६.७.८.९.